# Мелардой
Мелардой — один из чеченских тайпов.

## Расселение
Чеченский исследователь-краевед, педагог и народный поэт А. С. Сулейманов, зафиксировал представителей тайпа в следующих населённых пунктах: Майртуп, Лаха Невре, Ачган-Хита, а известный чеченский литератор Арби Бечуркаев привел следующие населённые пункты: Гехи, Курчалой, Дачу-Борзой, Зандак, Шали, Дишни-Ведено, Махкеты, Малые Атаги, Аргун (Устраду-Эвл), ГIоййист, Урус-Мартан, Шалажи, Нижний Наур, Толстой-Юрт (Девлитгир-Эвла), ЧIулга-Юрт, а также в сёлах и городах Кабардино-Балкарии). Помимо чеченских мелардой он в состав тайпа включает жителей Новые Меларды (недалеко от Хасавюрта), Михельты (Гумбековский район, Дагестан). После исхода оттуда мелардо, туда поселились местные аварцы, ассимилировав оставшихся там чеченцев.

## История
Многочисленные источники и сами мелардой утверждают, что тайп не имеет дагестанское происхождение. Мелардой считают себя потомками арабов-завоевателей. Представители тайпа были князьями в Горном Дагестане, потом их пригласили в Чечню. Чеченские князья правили в Кабарде и в Дагестане. У них была наемная армия, состоявшая из самых храбрых чеченских воинов. Мелардой платили им деньги, и тем самым удерживали власть над кабардинцами и горными дагестанцами. Только с приходом к власти Шамиля их влиянию пришел конец.
Представителями тайпа являются потомки княжеской династии Турловых, от Мухаммада, сына Айдемирова из Мелардой мохк ныне в составе Дагестана в Гумбетовском районе Мехельта (Меларда), которые были вызваны чеченцами для водворения у себя порядка. Когда в Чечне в связи с повсеместным освоением равнинных земель происходили раздоры и столкновения между чеченскими тайпами, чеченцы приглашали иноземных князей в качестве независимых нейтральных судей для разрешения споров и земельных прав между ними и сношений с имперскими властями. Если случалось, что между ними [чеченцами] селились иноземцы из высших сословий, то они тоже утрачивали свое высокое происхождение и сравнивались с чеченцами.